# Comment devenir adulte
Comment devenir adulte est une émission de télévision canadienne de type docu-réalité diffusée à partir du 7 septembre 2017 sur la chaîne UnisTV. La série est aussi disponible sur la plateforme de vidéo à la demande ICI TOU.TV.

## Synopsis
La série suit la dernière année du secondaire de quatre adolescents canadiens francophones. À mi-chemin entre une téléréalité et un documentaire, la série les filme dans toutes les phases de leurs vies. Que ce soit à l’école, dans leur milieu familial, avec leurs amis où dans leurs loisirs, la série se penche sur ce que vivent les adolescents. Leurs défis, leurs réussites, leurs idées sur l’avenir et même leurs amours sont mis en lumière par des témoignages et des séquences captées dans leur quotidien.

## Saisons
Chaque saison suit un groupe de quatre adolescents dans une école secondaire francophone canadienne.
Saison 1
- Lieu : Collège Louis-Riel, Winnipeg
- Personnages : Simon, Vanessa, Bréanne et Rémi

Saison 2
- Lieu : Collège Louis-Riel, Winnipeg
- Personnages : Mia-Lee, Janelle, Max, et Danis

Saison 3 
- Lieu : École secondaire Étienne-Brûlé et École secondaire Toronto Ouest, Toronto
- Personnages : Banka, Rayan, Noa et Faïz